# Каланчацька волость
Каланчаківська волость — історична адміністративно-територіальна одиниця Дніпровського повіту Таврійської губернії.
Станом на 1886 рік складалася з 5 поселень, 4 сільських громад. Населення — 6185 осіб (3200 чоловічої статі та 2985 — жіночої), 910 дворових господарств.
|                     | Площа, десятин | У тому числі орної, дес. |
| ------------------- | -------------- | ------------------------ |
| Сільських громад    | 22383          | 10333                    |
| Приватної власності | 6127           | 332                      |
| Казенної власності  | —              | —                        |
| Іншої власності     | 133            | 30                       |
| Загалом             | 28643          | 10685                    |

Найбільші поселення волості:
- Каланчак — село при річці Каланчак за 65 верст від повітового міста, 4100 осіб, 640 дворів, православна церква, школа, 5 лавок. За 6 верст — поштова станція.
- Ново-Київка — село, 1500 осіб, 234 двори.